# Histoire des cabarets montréalais
Vous lisez un « bon article » labellisé en 2009.
L’histoire des cabarets montréalais s'étend du début des années 1920 aux années 1970. Ils ont créé, sans conteste, un phénomène social, économique et culturel qui a contribué à transformer radicalement le milieu du spectacle montréalais et québécois.
Propulsés par la prohibition américaine, les cabarets montréalais reçoivent des artistes de grande renommée venus des États-Unis et de la France pour s'y produire. Montréal obtient vite une réputation de ville festive et attire des touristes en grand nombre, notamment des Américains. De nombreux artistes américains de jazz viennent y jouer. Dans les années 1950, les cabarets montréalais sont un lieu important d'émergence de nouveaux talents québécois.
Le phénomène connaît son apogée durant deux périodes : autour de 1930, et par la suite à la fin des années 1940.
Toutefois, la mafia new-yorkaise et, par la suite, montréalaise ont des liens très serrés avec le monde des cabarets montréalais. La vitalité des cabarets est finalement affectée par la popularité de la télévision et par une campagne de répression publique menée notamment par le maire Jean Drapeau à la fin des années 1950. Au début des années 1970, les cabarets disparaissent de la scène montréalaise.

## Les années 1920 et 1930

### Origines

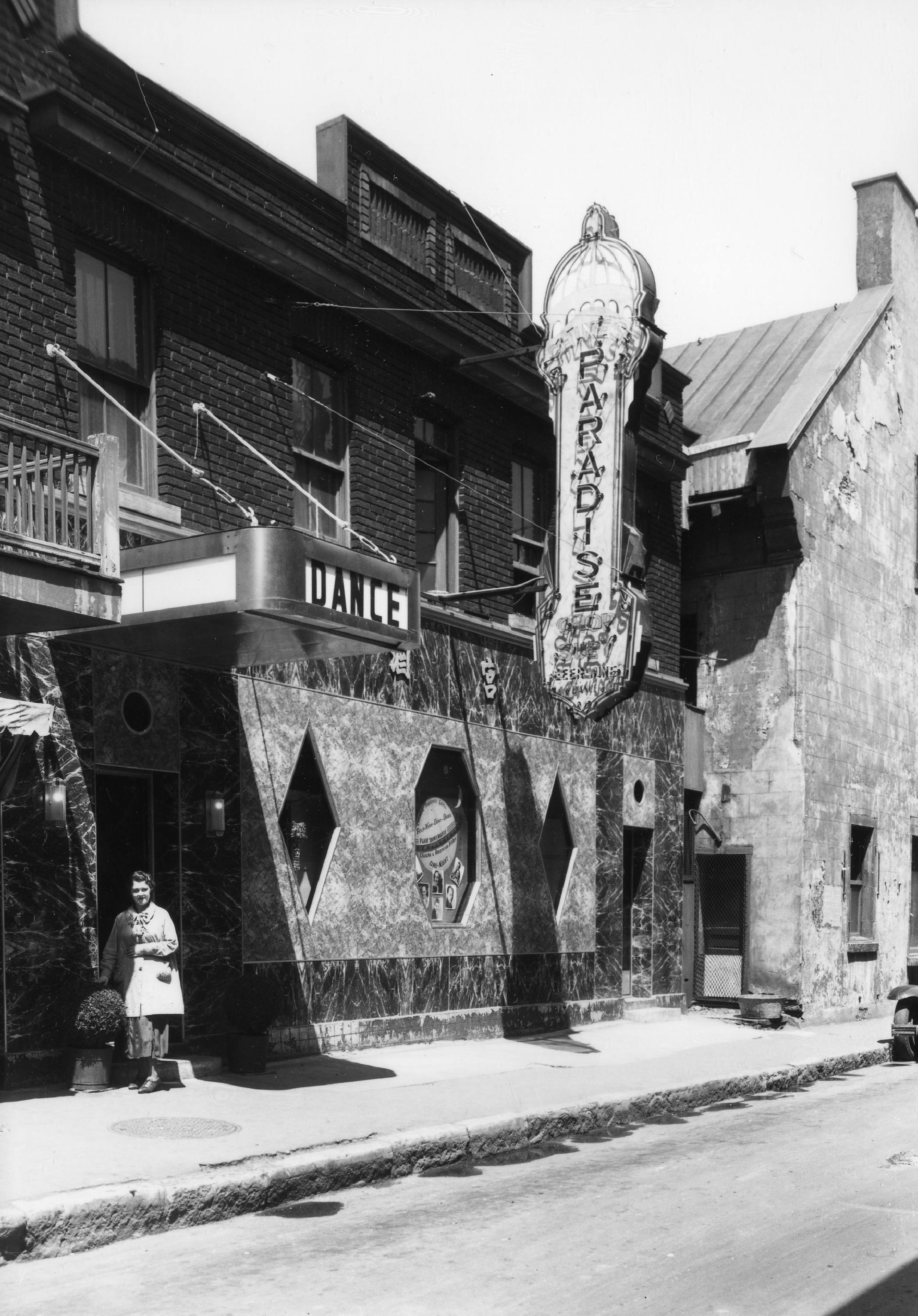
Le Cabaret Chinese Paradise dans les années 1930

Le 16 janvier 1920, le Congrès américain vote un amendement constitutionnel (le Prohibition Act) qui interdit la production et la consommation de boissons contenant plus d'un demi pour cent d'alcool.
Cette mesure a pour effet direct de ruiner rapidement les cabarets de New York (et particulièrement ceux de Harlem) et met au chômage leurs artistes.
En 1921, le gouvernement Taschereau, à l'opposé de ce que l'on voit dans le reste du continent, opte pour une solution avant-gardiste : la création de la Commission des liqueurs du Québec (devenue la Société des alcools du Québec) qui permet l'accès légal (et contrôlé) à toutes les boissons alcooliques.
À partir du milieu des années 1920, on observe que plusieurs artistes de la scène new-yorkaise s'installent à Montréal pour jouer dans le milieu naissant des cabarets montréalais. Déjà à la fin des années 1920, on retrouve à Montréal plusieurs boîtes de nuit et clubs très courus : le Boulevard, le Commodore, le Hollywood, le Blue Sky, et le Cabaret Chinese Paradise ainsi que des clubs de style américain et un théâtre de variétés très influencé par le vaudeville américain.
Mais la réputation de Montréal comme grande ville nord-américaine de cabarets se confirme quand la plus importante vedette des cabarets new-yorkais, Texas Guinan, arrive à Montréal en 1930 pour l'ouverture du Cabaret Frolics. Cette animatrice et chanteuse vedette est reconnue pour s'écrier « Hello suckers! » en entrant sur scène au début de toutes ses performances.  Texas Guinan fait grande sensation sur la Main (le boulevard Saint-Laurent) mais, surtout, accélère l'engouement pour Montréal et une multitude d'artistes de cabarets américains (MC, chanteurs, musiciens, etc.) viennent aussi s'établir à Montréal.
Véritable oasis pour quiconque cherche à échapper aux politiques des prohibitionnistes, Montréal se bâtit en peu de temps une réputation attirante pour les touristes, les investisseurs et les parieurs.
Les cabarets, les clubs et les salons de parieurs font alors de Montréal une ville incontournable du spectacle et du divertissement.

### La fin de la prohibition
La crise économique de 1929, mais surtout la fin de la prohibition aux États-Unis en 1933, porte un dur coup au night life montréalais. Plusieurs vedettes américaines retournent vivre aux États-Unis tandis que les clients américains se font plus rares. D'ailleurs, le Frolics Cabaret ferme ses portes en 1933 après trois ans d'exploitation.
Mais déjà, au début des années 1930, la réputation de Montréal « ville ouverte » n’est plus à faire et on commence à la désigner comme la « Paris de l’Amérique du Nord ». Tout plaisir illicite peut y être acheté à toute heure du jour et de la nuit. Cette industrie de divertissement et de spectacle repose sur un empire parallèle de plusieurs millions de dollars : l’industrie du jeu finançant, directement ou indirectement, la vie nocturne, ses activités et ses plaisirs « around the clock ».
Malheureusement, la mafia new-yorkaise s'installe à Montréal, faisant de celle-ci un petit Chicago. La rue Clark devient célèbre pour ses maisons closes et ses maisons de jeu. On retrouve même à l'angle des rues Saint-Laurent et Ontario la plus importante centrale de paris téléphoniques d'Amérique. De quoi bâtir une belle réputation à Montréal.
La nouvelle réputation de Montréal et l'aide de la mafia permettent au milieu des cabarets montréalais de survivre à ces années difficiles.

## Les années 1940

### L'Âge d'or

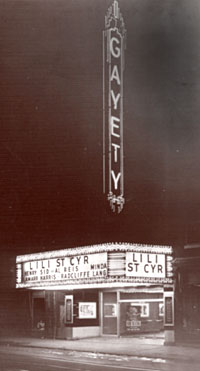
Le Théâtre Gayety en 1946

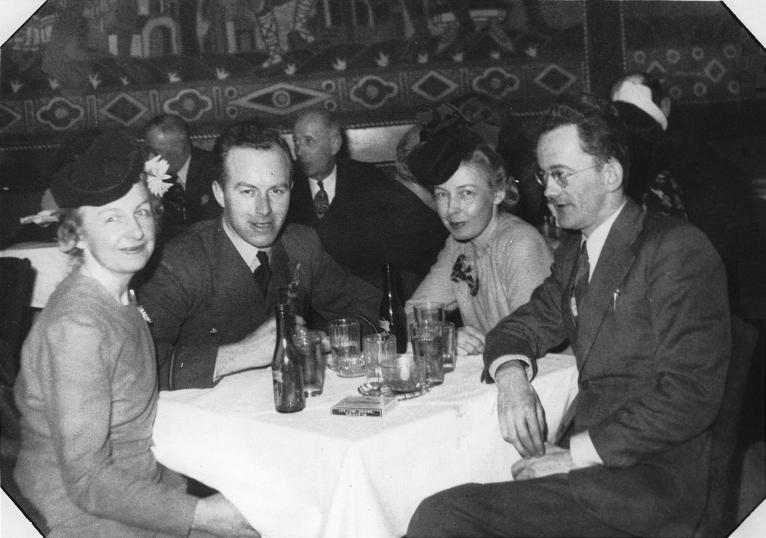
Groupe à table, club Samovar de la rue Peel, vers 1945

Au début des années 1940, il y a entre 25 et 30 cabarets à Montréal. Mais c'est après la fin de la Seconde Guerre mondiale que le monde des cabarets montréalais connaît sa période la plus faste et cela pour une dizaine d'années. À la fin des années 1940, Montréal compte en effet une quarantaine de cabarets de styles fort variés en exploitation en même temps.
L'apparition du cabaret Au Faisan Doré, en 1947, change le visage des cabarets montréalais. En effet, Jacques Normand ouvre un cabaret francophone permettant aux artistes français et québécois de se produire avec succès. La formule fait des émules.
En fait, durant près d'une décennie, les cabarets montréalais accueillent toutes les grandes vedettes américaines, françaises et québécoises.
On y voit les spectacles des grands artistes français Charles Aznavour, Tino Rossi et Charles Trenet au cabaret Au Faisan Doré, ainsi qu'Édith Piaf et Patachou au Cabaret Sans souci. Frank Sinatra, Dean Martin, Jerry Lewis et Sammy Davis Jr se produisent, eux, au Cabaret Chez Paree. Les grands spectacles d'effeuilleuses telles que Lili St-Cyr, Peaches et Gypsy Rose Lee se voient au Théâtre Gayety et au Cabaret Roxy,. Même la chanteuse française Mistinguett, à l'âge de 80 ans, fait une présence courageuse au Cabaret Montmartre.
Il y a, durant ces années, surtout de 1946 à 1954, une lutte farouche entre les cabarets montréalais les plus connus pour attirer les vedettes américaines ou françaises. Ainsi, pour se limiter aux vedettes françaises, Line Renaud, Jacqueline François, Henri Salvador, Yves Montand, Guy Béart, Lucienne Boyer, Luis Mariano, Maurice Chevalier et Bourvil font tous de nombreuses présences à Montréal.
Des chics cabarets tels le El Morocco, le Tic Toc et le Normandie Roff (situé dans l’hôtel Mont-Royal) aux plus populistes tel le Casino Bellevue au coin des rues Bleury et Ontario, en passant par le Rialto, le Crystal Palace et le Roxy, le paysage nocturne montréalais est peuplé d’une diversité et d’une vitalité sans pareille. Le Cabaret Samovar, le El Morocco et le Tic Toc proposent même des spectacles « every hour on the hour ».
Dans une chronique appelée Cabaret Circuit, le journaliste et chroniqueur Al Palmer, du journal Montreal Herald, décrit par l'entremise de ses articles hebdomadaires toutes les nouvelles, potins, présences de vedettes à Montréal, changements de propriétaires et de noms dans le monde des cabarets montréalais.
Au cœur de cette effervescence et de cette nouvelle réputation, prédomine le boulevard Saint-Laurent auquel on associe très tôt le surnom du   Quartier du Red Light de Montréal.
Pendant cette période, qu'on peut considérer comme l’âge d’or des nuits montréalaises, les autorités provinciales et municipales gardent un œil complaisant sur les activités des bars et des clubs. Par exemple, la loi sur l’heure de fermeture à 2 heures du matin n’étant pas mise en application, le public rentre chez lui au lever du soleil. Plusieurs établissements illégaux, fort populaires, violent les lois municipales et provinciales, mais dans le contexte de l’après-guerre, personne ne semble s'en soucier.

### The Corner
C'est à l’endroit surnommé The Corner, à l’intersection de la rue Craig (maintenant rue Saint-Antoine) et de la rue de la Montagne, que l'on retrouve le point central du jazz à Montréal de 1945 jusqu'au milieu des années 1950. Les cabarets Rockhead's Paradise et le Café St-Michel y sont établis. Le musicien américain Louis Metcalf s'installe à Montréal en 1946 et anime le Café St-Michel pendant près de 10 ans. Il forme l'International Band, premier ensemble à jouer le nouveau style bebop à Montréal et au Canada. C’est la période durant laquelle Oscar Peterson devient un pianiste de jazz reconnu et Oliver Jones y commence sa carrière. Plusieurs artistes noirs de jazz y font de nombreuses présences tels Art Pepper, Fats Navarro et Sonny Rollins qui viennent y jouer régulièrement.

## Les années 1950

### Effervescence et présence québécoise
Au début des années 1950, le milieu des cabarets montréalais continue de vivre une effervescence extraordinaire malgré les changements de noms et de propriétaires de cabarets. Jacques Normand est maintenant animateur et maître de cérémonie au Cabaret Saint-Germain-des-Prés et on voit apparaître d'autres cabarets francophones à Montréal (ex. : Cabaret Casa Loma, le Beu qui rit, etc.) dans les années 1950. On voit aussi naître plusieurs cabarets dans toutes les régions du Québec et les artistes commencent à faire des tournées en province.
Les cabarets montréalais présentent de plus en plus d'artistes montréalais et québécois (animateurs, chanteurs, humoristes, musiciens), inspirés par le succès du cabaret Au Faisan Doré. Dans les années 1950, on y découvre, par exemple, Monique Leyrac, Félix Leclerc, Raymond Lévesque, Dominique Michel, Clémence DesRochers, Denise Filiatrault, Pauline Julien, Oscar Peterson, Oliver Jones, Paul Berval,, et Les Jérolas (duo composé de Jérôme Lemay et de Jean Lapointe).
L'arrivée à Montréal de la danseuse d'origine égyptienne Fawzia Amir, en 1955, puis l'ouverture du Club Sahara en 1957, ont introduit au Québec un style de danse qui lui était méconnu, la danse du ventre, et popularisé la danse folklorique traditionnelle égyptienne et moyen-orientale,.
Jean Simon joue un rôle très actif d'imprésario et de chercheur de nouveaux talents francophones dans les années 1950 et 1960 avec son concours « Les découvertes de Jean Simon » qui sera très couru au cabaret « Café de l'Est » ainsi qu'au « Casa Loma ». Ginette Reno (entre autres) y commencera sa carrière.
Toutefois, les actions du maire de Montréal Jean Drapeau et la popularité grandissante de la télévision à partir du milieu des années 1950 portent un dur coup aux cabarets de Montréal et, par ricochet, à ceux de tout le Québec.

### L'influence du maire de Montréal, Jean Drapeau
Devant les liens entre la mafia et certains commerces du Quartier du Red Light de Montréal, le docteur Ruben Lévesque fonde en mars 1950 le Comité de moralité publique de Montréal. Ce comité, avec l'aide d’un jeune avocat du nom de Jean Drapeau, et à l’aide des informations amassées par l'avocat Pacifique Plante (connu aussi sous Pax Plante), demande et obtint de la Cour supérieure du Québec, une enquête publique. L’enquête Caron (du nom du juge qui la présida) présente son rapport le 8 octobre 1954.  Des accusations sont portées contre 20 officiers de police qui sont poursuivis et congédiés. La même journée, Jean Drapeau annonce sa décision de se présenter comme candidat à la mairie lors de la prochaine élection municipale, prévue pour le 28 octobre. Il fonde le Parti civique qui profite de l’effet du Rapport Caron et, avec un programme de « nettoyage » de la ville, devient maire de Montréal. Aussitôt, Pacifique Plante est nommé chef de l’escouade de la moralité.
Une vague intense de répression contre les maisons de jeu (« barbotes ») et les bordels s’ensuivit. Ces actions provoquent un effet dépressif sur l'ensemble des cabarets montréalais encore très nombreux.
Toutefois, une certaine presse à sensation s’attaque violemment à l’administration et, en 1957, après une élection entachée d’irrégularités, Jean Drapeau est évincé de l’hôtel de ville et remplacé par Sarto Fournier. Après une pause de trois ans, Jean Drapeau reprend le pouvoir à partir de 1960 et « termine le ménage ». Le « Roxy » et le « Bijou » sont même démolis, faisant fuir l'atmosphère perpétuelle de fête qui régnait jusqu'alors.

## Le déclin des cabarets
Même si certains cabarets continuent d'opérer avec un certain succès dans les années 1960 (ex. le Café Saint-Jacques, le Café de l'Est, le Cabaret Casa Loma, le Café et Cabaret Montmartre et le Mocambo), le déclin est visible et irréversible. Les nouvelles mesures policières, la popularité de la télévision, la venue d'un nouveau style musical (le rock) convergent à réduire au silence le milieu des cabarets tels qu'il existait dans les années 1930, 1940 et 1950.
Après l'Exposition universelle de 1967, le monde des cabarets montréalais n'est plus, pour ainsi dire, qu'un souvenir.
Le vaste quartier où l'on retrouvait les cabarets montréalais dans les années 1950 est animé aujourd'hui par le projet du Quartier des spectacles.

## Impact des cabarets montréalais sur la télévision et le cinéma
Durant les premières années de la télévision canadienne (années 1950), quelques émissions phares permettent aux artistes de cabarets de connaître une célébrité soudaine. En effet, par exemple les émissions Music-Hall et Au p'tit café, inspirées directement des cabarets montréalais procurent à des vedettes comme Dominique Michel, Jacques Normand et Paul Berval une visibilité qui vont propulser leur carrière.
Par la suite, l'effervescence des cabarets montréalais, la présence de nombreuses vedettes étrangères, les liens reconnus avec la mafia (locale ou new-yorkaise) ainsi que son rôle dans l'émergence d'artistes québécois marquent l'imaginaire montréalais et québécois.
Plusieurs productions télévisées ou de cinéma québécoises rappellent cet univers :
- 1953 - 1955 : Le Café des artistes (TV) avec Gilles Pellerin, Jacques Normand  et Lucille Dumont.
- 1955 - 1957 : Porte ouverte (TV) avec Gilles Pellerin et Jacques Normand
- 1955 - 1962 : Music-Hall (TV) animée par Michelle Tisseyre
- 1956 - 1961 : Au p'tit café (TV) animée par Dominique Michel, Normand Hudon et Pierre Thériault
- 1992 : Montréal ville ouverte de Lise Payette (TV)
- 1992 - 1995 : Montréal P.Q. de Victor-Lévy Beaulieu (TV)
- 1999 - Les Girls (documentaire de l'Office national du film du Canada)
- 2004 : Jack Paradise (Les nuits de Montréal) de Gilles Noël (Cinéma)

## Liste des principaux cabarets montréalais (1920-1970)
| - Cabaret Frolics - 1417, boulevard Saint-Laurent (1930-1933) - Val d'Or (Café) - 1417, boulevard Saint-Laurent (1942-1946) - Au Faisan Doré - 1417, boulevard Saint-Laurent (1947-1950) - Café et Cabaret Montmartre - 1417, boulevard Saint-Laurent (1951-1970) (maintenant Le Cabaret Kingdom, un cabaret spectacle de danseuses nues 2006-aujourd’hui) - Cabaret Saint-Germain-des-Prés - au coin sud-ouest des rues Ste-Catherine et St-Urbain, aujourd'hui disparu pour faire place au Complexe Desjardins - Café Savoy - 1457, rue Saint-Alexandre - Café Domingo - Café de l'Est - 4558, rue Notre-Dame est - Café Continental : 108, rue Sainte-Catherine Ouest, aujourd’hui démoli pour faire place au Complexe Desjardins. - Café du Nord - 10715, boulevard Pie-IX - Café St-Michel - 770, rue de la Montagne (sud de St-Antoine) - Café Rialto : 1217, boulevard Saint-Laurent (1930-1983), à la fin sous le nom de New Rialto Café - Le Café Provincial : coin boulevard Dorchester (devenu boulevard René-Lévesque en 1987) et rue Saint-Hubert - Le Crystal Palace - 1225, boulevard St-Laurent. Construit en 1908 - après plusieurs transformations, devient le Club Soda en 2000 - Café Eldorado - 5777, boulevard Saint-Laurent, plus tard Le Diplomate - Cabaret Blue Sky - 65, rue Ste-Catherine Ouest - Cabaret La Ceinture fléchée - 97 est rue Sainte-Catherine (aujourd'hui, les Foufounes électriques) - Casa Loma - 94, rue Sainte-Catherine Est (1940, 1950, 1960) - Casino Français - 1224, boulevard Saint-Laurent (1951-1969) - Casino Bellevue - 375, rue Ontario Ouest (coin Bleury) (21 avril 1949- fin 1950) | - Théâtre Gayety - 84, rue Sainte-Catherine Ouest (1912-1953) (aujourd'hui le Théâtre du Nouveau Monde) - Aux Trois Castors - 415, rue Sainte-Catherine Est, aujourd'hui disparu pour faire place au Pavillon Judith-Jasmin de l'UQAM - le Café St-Jacques : 415, rue Sainte-Catherine Est, situé sous le cabaret Aux Trois Castors à l'angle des rues St-Denis et Ste-Catherine, aujourd'hui disparu pour faire place au Pavillon Judith-Jasmin de l'UQAM - Chez Paree (ou Chez Paris) - 1258, rue Stanley (maintenant un club de danseuses nues toujours actif en 2023) - Club Lido - 1258, rue Stanley (1931-?) - Club Sahara - 374 rue Sherbrooke ouest (1957-?); et 1177 rue de la Montagne - Club Samovar - 1424 rue Peel (1928-1950) - El Morocco - 1445, rue Lambert-Closse - Tic Toc Club - Cabaret Chinese Paradise - 53-57, rue de La Gauchetière, dans le quartier chinois de Montréal (années 1920 et 1930) - Chez Maurice - 1244, rue Sainte-Catherine Ouest (1933- milieu des années 1940) - Sans Soucy - 1244, rue Sainte-Catherine Ouest - Hollywood Club - 92, rue Ste-Catherine Est (années 1920 et 1930) - Boîte La Cave - rue Mayor - Le Mocambo ou Café Mocambo : 2591, rue Notre-Dame Est - Lion d'Or : 1676, rue Ontario Est (1930-en opération en 2016 comme salle de spectacle et de réception) - Beaver : à l'angle des rues Ste-Catherine et Bleury - Rockhead's Paradise - 1258 rue St-Antoine Ouest (1931-1982) - Normandie Roff - situé sur le toit de l’hôtel Mont-Royal (actuellement Les Cours Mont-Royal, au coin de la rue Peel et du boulevard de Maisonneuve) - Le Bijou - 20, rue de la Gauchetière (démoli au début des années 1960) - Le Roxy - 1159, boul. Saint-Laurent (démoli au début des années 1960) - Strand Theatre - 912, rue Ste-Catherine Ouest - Le Sheik - rue Notre-Dame - Le Bagdad - situé face à l'hôtel Mont-Royal - Le Yellow Tea Pot - Le Ohio House |

Sources pour les adresses et années d'opération des cabarets :
- A. G. Bourassa et J. M. Larrue, Les nuits de la Main : Cent ans de spectacles sur le boulevard St-Laurent (1891-1991), Montréal, Éditions VLB., 1993 (voir Annexe II, p. 199 à 258).
- Viviane Namaste, C'était du spectacle! L'histoire des artistes transsexuelles à Montréal, 1955-1985, McGill-Queen's University Press, 2005 (voir Annexe D, p. 222 à 224).
- (en) Nancy Marrelli, Stepping Out. The Golden Age of Montreal Night Clubs 1925-1955, Montréal, Véhicule Press, 2004, p. 125 à 131.

## Citation
Le contrebassiste Charles Biddle en 1996 : 

« J'entends les gens parler du Festival de jazz, dire comment c'est passionnant. Montréal était comme ça tous les jours dans les années 1940 et 1950. Vous pouviez vous lever en pleine nuit, sortir et avoir du bon temps. Montréal était la Mecque du divertissement pour les artistes, surtout les artistes noirs. »

### Sources et bibliographie
- (en) W. Weintraub, City Unique : Montreal Days and Nights in the 1940s and 1950s, Toronto, McClelland & Stewart Inc., 1998 (réimpr. 2e édition en 2004 chez Robin Brass Studio), 332 p. (ISBN 0-7710-8991-0).
- (en) Aline Gubbay, A street called the Main. The story of Montreal’s boulevard St Laurent, Montréal, Meridian Press, 1989, 134 p. (ISBN 0-929058-07-0 et 0929058070).
- André-G. Bourassa et Jean-Marc Larrue, Les nuits de la "Main" : Cent ans de spectacles sur le boulevard St-Laurent (1891-1991), Montréal, Éditions VLB, 1993, 361 p. (ISBN 2-89005-513-2).
- (en) Nancy Marrelli, Stepping Out. The Golden Age of Montreal Night Clubs 1925-1955, Montréal, Véhicule Press, 2004.
- Viviane Namaste, C'était du spectacle! L'histoire des artistes transsexuelles à Montréal, 1955-1985, McGill-Queen's University Press, 2005 (lire en ligne).
- Anouk Bélanger, « Montréal vernaculaire/Montréal spectaculaire : dialectique de l’imaginaire urbain », Revue Sociologie et sociétés, Presses de l'Université de Montréal, vol. 37, no 1,‎ printemps 2005, p. 13-34.
- Pierre Delorme, La ville autrement, Sainte-Foy, Presses de l'Université du Québec, 2005, 281 p. (ISBN 2-7605-1342-4).
- Daniel Proulx, Le Red Light de Montréal, Montréal, VLB éditeur, 1997, 83 p. (ISBN 2-89005-656-2).
- Jean-Pierre Charbonneau, La Filière canadienne, Montréal, Éditions de l'Homme, 1975 (réimpr. 2002), 597 p. (ISBN 0-7759-0471-6).
- Pacifique Plante, Montréal sous le règne de la pègre, Montréal, Éditions de l'Action nationale, 1950, 96 p. (livre réunissant les articles de Pax Plante publiés dans Le Devoir entre 1949 et 1950).
- Alain Stanké et Jean-Louis Morgan, Pax : lutte à finir avec la pègre; un portrait-robot du célèbre incorruptible, Pacifique Plante, Montréal, Éditions La Presse, 1972, 251 p..
- Pierre Day, Jean Rafa, de Paris aux nuits de Montréal, Les Éditions Logiques, 1997.
- Dominique Michel, Y'a des moments si merveilleux, Éditions de la semaine, 2006.
- Pierre Day, Paul Berval, Vivre pour le rire, Éditions Trait d'union, 2004.
- Pierre Brousseau, La vie tumultueuse de Jacques Normand, Montréal, Editions des Succès populaires, 1963.
- Jacques Normand, Les nuits de Montréal, Montréal, Éditions La Presse, 1974.
- Jacques Normand, De Québec à Tizi-Ouzou, Montréal, Éditions Stanké, 1980.
- Robert Gauthier, Jacques Normand, l'enfant terrible, Montréal, Ed. de l'Homme, 1998, 276 p..
- Lili St-Cyr, Ma Vie De Stripteaseuse, Éditions Québecor, 1982. (avec la collaboration de Louis Jean D'Amour)